# Atomosia selene
Atomosia selene là một loài ruồi trong họ Asilidae. Atomosia selene được Curran miêu tả năm 1935. Loài này phân bố ở vùng Tân nhiệt đới.